# مايكروسوفت أكسس
مايكروسوفت أكسس (بالإنجليزية: Microsoft Access) هو نظام إدارة قواعد البيانات من مايكروسوفت، يجمع بين محرك قواعد البيانات Jet، وواجهة المستخدم الرسومية، وأدوات تطوير البرمجيات. مايكروسوفت أكسس هو جزء من حزمة برامج مايكروسوفت أوفيس، ويوجد في النسخ الاحترافية والعالية أو يُباع بشكل مُنفصل، كما يوجد ضمن حزمة مايكروسوفت 365. تتضمن الإصدارات الأخيرة من مايكروسوفت أكسس حماية أوسع، وهناك نسخة تجريبية من البرنامج مُتاحة مجانا.
يخزن مايكروسوفت أكسس البيانات بصيغة خاصة به، والمبنية على محرك بيانات أكسس Access Jet Database Engine، وبإمكانه كذلك استيراد أو الاتصال بالبيانات المخزنة في البرامج الأخرى وقواعد البيانات.
يستطيع مطورو البرامج، ومهندسو البيانات، والمستخدمون السلطويون استخدام مايكروسوفت أكسس لتطوير برمجيات تطبيقية. وكباقي تطبيقات برامج الأوفيس الأخرى، يعد أكسس مدعوماً من قبل فيجوال بيسك للتطبيقات، ولغة البرمجة كائنية التوجه التي بإمكانها الرجوع إلى العديد من الكائنات المختلفة، ومن ضمنها Legacy DAO (Data Access Objects) (كائنات بيانات أكسس)، وكائنات بيانات آكتيف إكس (ActiveX)، والعديد من مكونات آكتيف إكس الأخرى. تكشف الكائنات المرئية المستخدمة في النماذج والتقارير أساليبها وخصائصها في بيئة برمجة فيجوال بيسك للتطبيقات، وتقوم وحدات أكواد فيجوال بيسك للتطبيقات بالإعلان عن عمليات نظام التشغيل ويندوز واستدعائها؛ وذلك لأنها لا تملك نسخة ويب، فهي تعمل على نظام تشغيل ويندوز فقط.

## التاريخ
قبل قدوم أكسس، هيمنت شركة بورلاند (مع بارادوكس ودي بايس وفوكس (مع فوكس برو) على سوق قواعد بيانات البرامج المكتبية. يعد مايكروسوفت أكسس أول برنامج قواعد البيانات في السوق العام لنظام ويندوز. وبشراء مايكروسوفت لفوكس برو في عام 1992، وتضمين عمليات فوكس برو الاعتيادية لتحسين الاستعلام في برنامج أكسس، أصبحت مايكروسفت أكسس بسرعة مُهيمنة على برامج قواعد البيانات على نظام ويندوز، وسحقت بشكل فعال المُنافسين الذين فشلوا في الانتقال من عالم إم إس-دوس.

### مشروع أوميجا
أول محاولة لمايكروسوفت لبيع منتج قاعدة بيانات علائقية كانت خلال أواسط 1980، عندما حازت مايكروسوفت ترخيص بيع R:Base. وفي أواخر 1980، طورت مايكروسوفت حلها الخاص الذي سمته أوميجا. وقد جرى التأُكيد في عام 1988 على أن منتج قواعد بيانات نظام التشغيل ويندوز وآو إس/2 كانا قيد التطوير، والذي كان يشمل لغة بيسيك المضمنة (Embedded Basic Language)، والتي كانت ستكون لغة كتابة وحدات الماكرو في جميع برامج المايكروسوفت، ولكن لم يتم توحيد لغات الماكرو إلا بعد تقديم فيجوال بيسك للتطبيقات. كان من المتوقع من أوميغا أن يوفر واجهة أمامية لمايكروسوفت SQL سيرفر. كان البرنامج يستهلك الكثير من موارد الجهاز، وقالت العديد من التقارير أن البرنامج كان يعمل ببطء على معالجات إنتل 80386 التي كانت مُتاحة آنذاك. وكان من المُقرر إطلاق البرنامج في الربع الأول من عام 1990، إلا أن في عام 1989، تم إعادة تطوير المنتج من جديد، وأن يتم إطلاقه في يناير 1991. استخدمت لاحقاً أجزاء من المشروع في مشاريع مايكروسوفت الأخرى: Cirrus سيروس (الاسم الرمزي لأكسس) وThunder (الاسم الرمزي لفيجوال بيسك، الذي استخدم فيه محرك لغة بيسيك المُضمنة). بعد العرض الأول لأكسس، ظهر مشروع أوميجا في عام 1992 إلى العديد من الصحافيين، وتضمن مزايا لم تكن موجودة في أكسس.

### مشروع سيروس
بعد التخلي عن مشروع أوميغا، بعض من المطورين الذين عملوا عليه تم تعيينهم في مشروع سيروس (معظمهم عين في الفريق الذي أنشأ فيجوال بيسك). كان الغرض من سيروس هو خلق منافس لتطبيقات مثل Paradox أو dBase التي تعمل على ويندوز. بعد استحواذ ميكروسوفت على FoxPro، كانت هناك شائعات حول ما إذا كان مشروع ميكروسوفت سوف يستبدل به،  غير أن الشركة قررت تطوريهما معا في نفس الوقت. لقد كان من المفترض أن المشروع سوف يستخدم محرك التخزين الموسع (Jet Blue) ، لكن في النهاية اقتصر الدعم فقط على محرك قواعد البيانات Jet لميكروسوفت (Jet Red). اعتمد مشروع سيروس على جزء من الشيفرة المصدرية لكل من أوميجا والإصدار القبلي لفيجوال بيسك. وفي عام يوليو 1992، زود المطورون بالنسخة التجريبية من المشروع، وأصبح اسم أكسس Access الاسم الرسمي للمنتج. في الأصل، كان اسم أكسس يطلق على برنامج محاكاة الطرفية Terminal من ميكروسوفت، وعند هجر هذا الأخير قرروا اعتماده في المنتج الجديد.

### التسلسل الزمني
1992: أصدرت ميكروسوفت نسخة أكسس 1.0 في 13 من نوفمبر، وأكسس 1.1 في ماي 1993 لتحسين توافقيته مع منتجات ميكروسوفت الأخرى، وإضافة لغة البرمجة بيسيك للأكسس.
1994: حددت ميكروسوفت الحد الأدنى لمتطلبات العتاد في أكسس v2.0 كالتالي: ميكروسوفت ويندوز v3.1 مع 4MB في الرام كأقل سعة، وسعة 6MB موصى بها، إتاحة مساحة 8MB في القرص الصلب كأقل سعة، و14MB من المساحة موصى بها. وجرى شحن المنتج على سبعة أقراص بحجم 1.44MB.
كجزء من ميكروسوفت أوفيس 4.3، تم إضافة ميكروسوفت أكسس 2.0، متضمنا أول عينة عن قواعد البيانات سميت بـ Northwind Trader التي غطت جميع الجوانب المحتملة لبرمجة قاعدة بيانات خاصة بك. أول ما قدمته عينة Northwind Trader هي ميزات لوحة التبديل الرئيسة الجديدة في أكسس 2.0 سنة 1994. كان Andrew Fuller الوحيد الذي عمل مع ميكروسوفت لتوفير أمثلة هذه العينة الرائعة من قواعد البيانات.
مع أوفيس 95، أصبح ميكروسوفت أكسس 7.0 (عرف أيضا بأكسس 95) جزءا من حزمة مايكروسوفت أوفيس الاحترافية، منضما إلى برنامج إكسل والوورد وباوربوينت، وانتقل من Access Basic إلى VBA. منذ ذلك الحين، أصدرت ميكروسوفت تحديثات جديدة للأكسس مع كل تحديث لحزمة ميكروسوفت أوفيس. وهذا شمل أكسس 97 (الإصدار 8.0)، أكسس 2000 (الإصدار 9.0)، أكسس 2002 (الإصدار 10.0)، أكسس 2003 (الإصدار 11.5)، أكسس 2007 (الإصدار 12.0)، أكسس 2010 (الإصدار 14) وأكسس 2013 (الإصدار 15.0).
الإصدار 3.0 و3.5 لمحرك قواعد البيانات Jet من ميكروسوفت (استخدما على التوالي في أكسس 7.0 والتحديثات اللاحقة لأكسس 97) كان بهما مشكل حساس جدا، الذي جعل هذين الإصدارين من أكسس غير متاحين على حاسوب بسعة ذاكرة أكبر من رام 1 جيجا. بينما أصلح الخلل في Jet 3.5/Access 97 خلال التحديث اللاحق، ولم تصلح ميكروسوفت المشكل الذي تعلق بـ Jet 3.0/Access 95.
صيغة قواعد بيانات أكسس الأصلية (Jet MDB Database) تطورت عبر السنوات، وتضمنت هذه الصيغ أكسس 1.0، 1.1، 2.0، 7.0، 97، 2000، 2002 و2007. أهم انتقال كان من صيغة أكسس 97 إلى صيغة أكسس 2002 التي لم تكن متوافقة مع الإصدارات السابقة لأكسس. وابتداءا من 2011، جميع الإصدارات الجديدة لأكسس دعمت صيغة أكسس 200. مميزات جديدة أضيفت لصيغة أكسس 2002 التي يمكن استعمالها مع أكسس 2002، 2003، 2007 و2010.
ميكروسوفت أكسس إصدار 2000، رفع من الحد الأقصى لحجم قاعدة البيانات من 1 جيجا في أكسس 97 إلى 2 جيجا.
قَدِمَ ميكروسوفت أكسس 2007 مع صيغة جديدة لقاعدة البيانات: ACCDB. تدعم هذه الصيغة الربط مع لوائح SharePoint، وأنواع بيانات معقدة مثل تعدد القيمة وحقول الملحقات. هذه الأنواع الجديدة من الحقول تسمح بالتخزين المتعدد القيم أو الملفات في حقل واحد.
قَدِمَ ميكروسوفت أكسس 2010 بإصدار جديد لصيغة ACCDB، تدعم استضافة خدمات الويب للأكسس Access Web Services على سيرفر SharePoint 2010. هذا سمح -لأول مرة- لتطبيقات أكسس أن تشتغل على الحاسوب دون تثبيت الأكسس عليه، وكان هذا دعما أوليا لمستخدمي الماك. أي مستخدم على موقع SharePoint يستطيع الولوج لخدمة الويب أكسس Access Web، في حالة كان يملك الصلاحية الكافية. من جهة أخرى، خدمة الويب لأكسس كانت مختلفة عن تلك الموجودة في تطبيقات سطح المكتب. وقد ظل المطورون في حاجة لنسخة من أكسس لإنشاء خدمة الويب لأكسس، والنسخة المكتبية بقيت جزءا من أكسس 2010.
عملية التشغيل الآلي كانت ممكنة فقط من خلال لغة الماكرو (وليس VBA)؛ حيث يقوم الأكسس بتحويلها تلقائيا إلى جافا سكريبت، والبيانات لم تعد في قواعد بيانات أكسس بل في لوائح SharePoint. قواعد البيانات المكتبية لأكسس بإمكانها الارتباط مع بيانات SharePoint، هكذا إذا من الممكن إنشاء تطبيقات هجينة، وبالتالي دعم مستخدمي SharePoint الذين هم في حاجة فقط للتعديلات والاستعراضات الأساسية، في حين تبقى التطبيقات القدامية والأكثر تعقيدا في قواعد بيانات أكسس المكتبية.
ميكروسوفت أكسس 2013 قام بإتاحة التطبيقات المكتبية القدامية لأكسس، زائد التحديث الواسع في خدمة الويب SharePoint 2013. استبدل نموذج Access Web في أكسس 10 بمعمارية جديدة، تقوم بتخزين بياناتها على قواعد بيانات SQL سيرفر الحالية. وبخلاف لوائح SharePoint، هذا أعطى تصميما حقيقيا لقواعد البيانات العلائقية مع التكامل المرجعي، قابلية التوسع والكفاءة التي يمكن أن يتوقعها المرء من سيرفر SQL. حلول قواعد البيانات التي يمكن إنشاؤها على SharePoint 2013 أتاحت واجهة مستخدم حديثة صممت لعرض مستويات متعددة من العلاقات التي يمكن إظهارها وتعديلها، بالموازاة مع تبيئة الحجم لمختلف قياسات الأجهزة، ودعم شاشات اللمس. سطح مكتب أكسس 2013 شبيه بأكسس 2010، بيد أن العديد من الميزات توقف دعمها، وهذا شمل Access Data Projects (ADPs)، رسوم بيانات نقطة الارتكاز، مجموعات بيانات الأكسس، التحكم في الشيفرة المصدرية، وباقي المميزات المتوارثة. حافظت قواعد البيانات المكتبية للأكسس على الحجم القصوي في 2GB (كما هو الحال منذ إصدار 2000).

## الاستخدامات
بالإضافة إلى استخدام ملف تخزين قواعد البيانات الخاص به، مايكروسوفت أكسس من الممكن استخدامه أيضا كواجهة أمامية لبرنامج ما، في حين باقي المنتاجات الأخرى تأخذ دور جداول الجهة الخلفية Backend مثل مايكروسوفت SQL سيرفر، والمنتجات الأخرى مثل أوراكل وSybase. العديد من مصادر الجهة الخلفية للبرنامج، يمكن استخدامها من طرف قواعد بيانات Jet للأكسس (صيغة ACCDB وMDB). وبالمثل أيضا، بعض التطبيقات كفيجوال بيسك وasp.net أو فيجوال ستوديو دوت نت، يمكنها استخدام صيغة قواعد بيانات مايكروسوفت أكسس للجداول والاستعلامات. ومن الممكن كذلك أن يكون مايكروسوفت أكسس جزءا من بعض الحلول عالية التعقيد، وفضلا على ذلك، يمكن دمجه مع بعض التكنولوجيات من قبيل إكسل، آوتلوك، الوورد، باوربوينت ومتحكمات آكتيف إكس.
جداول الأكسس تدعم طيفا عريضا من أنواع الحقول القياسية، المؤشرات والتكامل المرجعي، بما فيها التحديثات المتتالية والحذف. أكسس أيصا يتضمن واجهة استعلام، نماذج لعرض وإدخال البيانات وطبع التقارير. وتعتبر قاعدة بيانات Jet الأساسية -التي تتضمن هذه المسائل- متعددة المستخدمين، وتملك تقنية قفل السجلات.
من الممكن أتمتة المهام المتكررة باستخدام وحدات الماكرو عن طريق خيارات التأشير والنقر. وأيضا، من السهل وضع قاعدة بيانات على الشبكة، ثم مشاركة وتحديث البيانات من أكثر من مستخدم دون المساس بأعمال بعضهم بعضا. وتقفل البيانات على مستوى السجل، وهذا يختلف تماما عن الإكسل الذي يقفل كامل الجداول.
توجد قوالب لقواعد البيانات على برنامج أكسس، ومتاحة للتحميل على موقع مايكروسوفت. تظهر هذه الخيارات عقب فتح الأكسس، وتسمح للمستخدمين تحسين قواعد البيانات لديهم، وذلك من خلال مجموعة من القوالب معدة مسبقا، وتشمل الجداول، الاستعلامات، النماذج، التقارير ووحدات الماكرو. تجدر الإشارة إلى أن قوالب قواعد البيانات تدعم أكواد VBA، إلا أن قوالب ميكروسوفت لا تتضمن هذه أكواد.
باستطاعة المبرمجين أن ينشؤوا مجموعة من الحلول باعتماد VBA، وهي شبيهة بفيجوال بيسك 6.0، وقد استخدمت في برامج حزمة أوفيس مثل الإكسل، الوورد، آوتلوك وباوربوينت. معظم أكواد VB6 -بما فيها استدعاءات واجهة برمجة تطبيقات ويندوز- يمكن استخدامها مع VBA. بالنسبة للمستخدمين السلطويين والمطورين فإنه باستطاعتهم توسيع حلول المستخدم النهائي الأساسية إلى حلول احترافية، مع خصائص متقدمة مثل الأتمتة، التحقق من البيانات، حصر الأخطاء ودعم تعدد المستخدمين.
فيما يتعلق بعدد المستخدمين المدعومين الذين يمكنهم أن يوجدوا في نفس الوقت، فإن هذا منوط بحجم البيانات، المهام التي ينبغي تنفيذها، مستوى الاستخدام وتصميم التطبيق. عامة، فإن الحدود المقبولة هي حلول 1GB أو أقل من البيانات (أكسس يدعم إلى غاية 2GB)، ويكون أداؤه جيد جدا بوجود 100 أو أقل من ذلك من عدد الاتصالات المتزامنة (أكسس يدعم 255 من عدد المستخدمين المتزامنين). عادة تكون هذه المقدرة كافية وملبية للحلول المطلوبة. وفي حالة توظيف حلول قواعد بيانات أكسس في سيناريو يتطلب تعدد المستخدمين، فإنه من الواجب تقسيم التطبيق. وهذا يعني أن الجداول سوف توضع في ملف يسمى بالواجهة الخلفية (عمليا يخزن على مجلد مشترك على الشبكة)، أما مكونات التطبيق (النماذج، التقارير، الاستعلامات، الأكواد، وحدات الماكرو، الجداول المترابطة) توضع في ملف منفصل يسمى بالواجهة الأمامية؛ حيث نجد الجداول المترابطة في الواجهة الأمامية تؤشر إلى ملف الواجهة الخلفية. هكذا، فإن كل مستخدم على حدته، سوف يتلقى نسخته الخاصة من ملف الواجهة الأمامية.
التطبيقات التي تشغل استعلامات وتحليلات معقدة، عبر مجموعة من البيانات الضخمة، فإنه من الطبيعي أن هذه الأخيرة سوف تحتاج عرض نطاق Bandwidth وذاكرة كبيرتين. صمم مايكروسوفت أكسس ليكون قابلا للتوسع بواسطة الربط مع قواعد بيانات أكسس متعددة أو استخدام قواعد بيانات واجهة خلفية مثل مايكروسوفت SQL سيرفر. ومع التصميم الأخير للبرنامج، فإنه يمكن تمديد عدد المستخدمين وحجم البيانات ليكافئ حاجة مستوى حلول المؤسسات.
قبل إصدار 2010، كان دور مايكروسوفت أكسس محدودا فيما يخص تطوير الويب. ومميزات واجهة مستخدم أكسس، مثل النماذج والتقارير، كانت تعمل فقط على ويندوز. في إصدارات 2000 إلى 2003، كان يوجد نوع من Objects سمي بـ Data Access Pages مكن من إنشاء صفحات ويب قابلة للنشر، غير أنه لم يعد مدعوما في الإصدارات اللاحقة. محرك قواعد بيانات Jet لميكروسوفت ونواة الأكسس يمكن الولوج إليهما عن طريق تكنولوجيات مثل ODBC أو OLE DB. البيانات مثل الجداول والاستعلامات يمكن الولوج إليها بواسطة التطبيقات المبنية على الويب والمطورة بـ ASP.NET، PHPوالجافا. باستخدام خدمات طرفية مايكروسوفت، والتطبيقات المكتبية ذات تحكم عن بعد في ويندوز سيرفر 2008 R2، يمكن للمنظمات أن تستضيف تطبيقات أكسس وإطلاقها على الويب. هذه التقنية لا تناسب تطبيقات الويب الكبيرة بل هي مناسبة فقط لعدد محدود من المستخدمين حسب إعدادات الاستضافة.
يسمح أكسس 2010 بإمكانية نشر قواعد البيانات على صفحات ويب SharePoint 2010 التي تشغل خدمات أكسس، كما أن هذه النماذج والتقارير المبنية على الويب تعمل على جميع المتصفحات الحديثة؛ حيث لا تحتاج أي إضافات أو ملحقات (مثل ActiveX أوSilverLight) عند الوصول إليها عبر المتصفح.
باستطاعة أكسس 2013 إنشاء تطبيقات الويب على صفحات SharePoint 2013 التي تشغل خدمات أكسس. حلول الويب لأكسس 2013 تخزن البيانات الخاصة به في بنية قواعد بيانات SQL سيرفر المتماسكة والقابلة للتوسع أكثر بمرات من إصدار أكسس 2010 الذي يعتمد لوائح SharePoint لتخزين بياناته. ومنذ ذلك الوقت تقاعدت خدمات أكسس عن العمل على SharePoint.
توجد نسخة مترجمة Compiled من قواعد بيانات أكسس (امتدادات الملف: MDE/ACCDE أو ADE، بالنسبة لـ ACCDE يعمل فقط على أكسس 2007 أو الأحدث منه) يمكن إنشاؤها لمنع المستخدم من الوصول إلى واجهة التصميم؛ حتى لا يخول له تعديل أكواد الوحدات Modules، النماذج والتقارير. ملفات MDE أو ADE هي ملفات قواعد بيانات أكسس لمايكروسوفت، مع ترجمة جميع الوحدات Modules، وحذف جميع الشيفرات المصدرية القابلة للتعديل. تستخدم كل من نسخ امتدادات MDE وADE لقواعد بيانات أكسس عندما تكون تعديلات المستخدم النهائي غير مسموح بها أو عندما تكون هناك رغبة في إبقاء الشيفرة المصدرية للتطبيق مغلقة.
أتاحت مايكروسوفت ملحقات خاصة بالمطورين للتحميل بغية مساعدتهم على توزيع تطبيقات أكسس 2007، وإنشاء قوالب قواعد البيانات، ودمج أدة التحكم بالشيفرة المصدرية مع Microsoft Visual SourceSafe.

## المميزات
بإمكان المستخدمين إنشاء الجداول، الاستعلامات، النماذج والتقارير ثم يتم ربطهم معا بواسطة وحدات الماكرو. أما المستخدمين ذوي الخبرة، بمقدورهم استعمال VBA لكتابة حلول موسعة مع معالجة متقدمة للبيانات والتحكم في المستخدم. يتمتع أكسس أيضا بمميزات إنشاء التقارير التي يمكنها العمل مع أي مصدر للبيانات يمكن للأكسس الوصول إليه.
المبدأ الأصلي خلف وجود أكسس، هو تمكين المستخدمين النهائيين من الولوج إلى البيانات من مختلف المصادر. من المميزات الأخرى كذلك، نذكر: استيراد وتصدير البيانات على صيغ متعددة، بما فيها إكسل، آوتلوك، ASCII، dBase، Paradox، SQL Server وأوراكل. يملك أكسس المقدرة على الارتباط بالبيانات من موقعها الموجودة فيه، واستخدامها في العرض، الاستعلام، التعديل والتقرير. هذا يسمح للبيانات الموجودة بأن تتغير باستمرار، والحرص على أن أكسس يتلقى البيانات المحدثة. كما يمكن تنفيذ ربط مختلط بين مجموعة من البيانات المخزنة عبر منصات مختلفة. عادة ما يُستخدم أكسس من طرف أناسٍ يحمّلون البيانات من قواعد بيانات من مستوى المؤسسات، بهدف المعالجة والتحليل والتقرير.
توجد كذلك صيغة قواعد بيانات Jet (MDB أو ACCDB في أكسس 2007) والتي كانت تجمع كل من التطبيق والبيانات في نفس الملف. هذا جعلها ملائمة جدا في حالة كانت هناك رغبة في توزيع كامل التطبيق لمستخدم آخر يكون بمقدوره تشغيل التطبيق في بيئة منفصلة.
واحدة من أحد فوائد الأكسس من وجهة نظر المبرمج، هي توافقيته مع لغة الاستعلام SQL؛ إذ يمكن إظهار الاستعلامات رسوميا وتعديلها كأنها جمل SQL، وهذه الأخيرة يمكن استخدامها مباشرة في وحدات الماكرو ووحداتVBA لمعالجة جداول الأكسس. من جهة أخرى، بمقدور المستخدمين دمج VBA ووحدات الماكرو لبرمجة النماذج، وإتاحة إمكانيات كائنية التوجه، بالإضافة إلى تضمين VBA في الاستعلامات.
يتيح مايكروسوفت أكسس استعلامات قابلة للضبط Parameterized، هذه الاستعلامات بالإضافة إلى جداول الأكسس، يمكن التأشير لها عن طريق برامج أخرى مثل VB6 وDot NET من خلال DAO أو ADO. وبإمكان VBA التأشير للإجراءات المخزنة القابلة للضبط عبر ADO.
يمكن استخدام النسخ المكتبية من مايكروسوفت SQL سيرفر مع الأكسس، بديلا لمحرك قواعد بيانات Jet. بدأ دعم هذه الإمكانية مع MSDE (Microsoft SQL Server Desktop Engine)، وهي نسخة مصغرة عن مايكروسوفت SQL سيرفر 2000، وأكملت مع إصدارات SQL Server Express الخاصة بـ SQL Server 2005 and 2006.
مايكروسوفت أكسس هو ملف قواعد بيانات مبني على السيرفر. بخلاف أنظمة إدارة قواعد البيانات العلائقية (RDBMS) بين السيرفر والعميل، فإن الأكسس لا يقوم بتنفيذ محثات قواعد البيانات، الإجراءات المخزنة أو تسجيل المعاملات. أكسس 2010 يتضمن محثات على مستوى الجدول، وإجراءات مخزنة مبنية على محرك بيانات ACE. وبالتالي، نظام قواعد بيانات سيرفر العميل ليس من متطلبات استخدام الإجراءات المخزنة أو محثات الجدول مع أكسس 2010. من الممكن الآن -في أكسس 2010- تطوير الجداول، النماذج، التقارير ووحدات الماكرو لصالح التطبيقات المبنية على الويب. كما أن دمج الأكسس مع مايكروسوفت SharePoint أصبح محسنا بشكل كبير.
قدم إصدار 2013 من مايكروسوفت أكسس بتغيير على مستوى التصميم (التصميم المسطح Flat Design)، بالإضافة إلى إمكانية تثبيت التطبيقات من متجر الأوفيس، بيد أنه لم يأت بأي مميزات جديدة. جرى مرة أخرى تحديث واجهة المستخدم جزئيا في إصدار 2016، لكن لم يتح بعد الوضع المظلم للأكسس.

### قاعدة بيانات الويب وخدمات الأكسس
نماذج الويب للـ ASP.NET، بإمكانها استعلام قواعد بيانات مايكروسوفت أكسس، وكذلك استعادة السجلات وعرضها على المتصفح.
يسمح SharePoint سيرفر 2010 من خلال خدمات الأكسس لقواعد بيانات أكسس 2010 بأن تكون قابلة للنشر على SharePoint، وهذا سوف يتيح لعدد كبير من المستخدمين التفاعل مع التطبيق على أي متصفح ويب متوافق مع المعايير المتعارف عليها. قواعد بيانات الويب لأكسس المنشورة على سيرفر SharePoint يمكنها استخدام كائنات قياسية مثل الجداول، الاستعلامات، النماذج، وحدات الماكرو والتقارير؛ حيث تقوم خدمات الأكسس بتخزين هذه الكائنات على SharePoint.
أتاح أكسس 2013 القدرة على نشر حلول الويب للأكسس على SharePoint 2013. فعوض توظيف لوائح SharePoint كمصدر للبيانات الخاص بها، يستعمل مستخدمي أكسس 2013 قاعدة بيانات SQL سيرفر المستضافة على SharePoint أوSQL Azure. هذا يتيح قواعد بيانات علائقية حقيقية بوجود التكامل المرجعي، وقابلية التوسع والصيانة، وذلك إذا ما قارناها مع استعراضات SharePoint التي يستخدمها أكسس 2010. كما تم تحسين لغة الماكرو لتدعم بشكل كبير البنيات البرمجية المعقدة، ومستوى أتمتة قواعد البيانات.